# Chef d'État-Major adjoint des armées (Royaume-Uni)

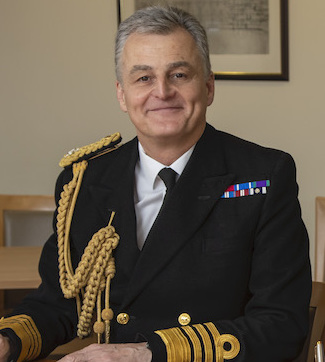
Admiral Sir Timothy Fraser, chef d'État-Major adjoint des armées depuis mai 2019.

Le chef d'État-Major adjoint des armées du Royaume-Uni — en anglais : vice-chief of the Defence Staff (soit VCDS en abrégé), ce qui se traduit littéralement par « vice-chef d'État-Major de la Défense » — est l'adjoint du chef d'État-Major des armées du Royaume-Uni, le commandant suprême des Forces armées britanniques.

## Chefs d'État-Major adjoints des armées
- 1964 - 1966 : air chief marshal Alfred Earle (en)
- 1966 - 1967 : lieutenant general George Cole (en)
- 1967 - 1970 : vice admiral Ian Hogg (en)
- 1970 - 1972 : air marshal John Barraclough (en)
- 1972 - 1973 : lieutenant general John Gibbon (en)
- 1973 - 1975 : air marshal Peter Le Cheminant
- 1975 - 1977 : vice admiral Henry Leach (en)
- 1977 - 1978 : vice admiral Anthony Morton (en)
- 1978 - 1979 : general Edwin Bramall
- 1979 - 1981 : general Patrick Howard-Dobson (en)
- 1981 - 1983 : air chief marshal David Evans (en)
- 1983 - 1984 : admiral Peter Herbert (en)
- 1984 - 1987 : poste non pourvu
- 1987 - 1988 : air chief marshal Patrick Hine (en)
- 1988 - 1991 : general Richard Vincent (en)
- 1991 - 1993 : admiral Benjamin Bathurst (en)
- 1993 - 1995 : admiral Jock Slater (en)
- 1995 - 1997 : air chief marshal John Willis (en)
- 1997 - 2001 : admiral Peter Abbott (en)
- 2001 - 2005 : air chief marshal Anthony Bagnall (en)
- 2005 - 2009 : general Timothy Granville-Chapman (en)
- 2009 - 2013 : general Nicholas Houghton
- 2013 - 2016 : air chief marshal Stuart Peach
- 2016 - 2019 : general Gordon Messenger
- 2019 - en cours : admiral Timothy Fraser